# Campeonato Carioca de Futebol de 2009

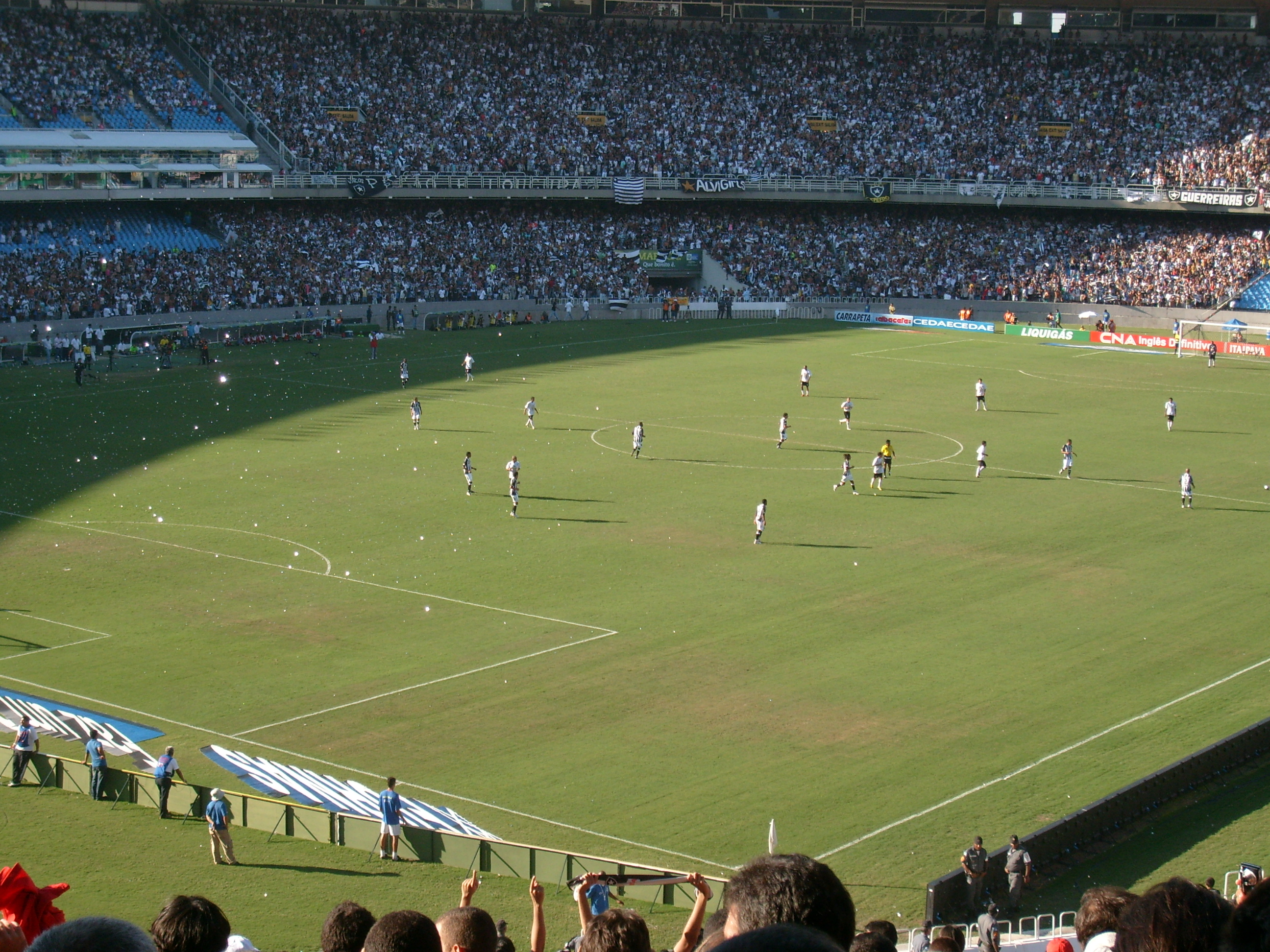
Estádio do Maracanã durante a final da Taça Guanabara entre e, vencida pelos botafoguenses por 3 a 0.

O Campeonato Carioca de Futebol de 2009 foi a 112.ª edição do torneio. Diferentemente da edição de 2008, os grandes times da cidade do Rio de Janeiro não tiveram o direito de jogar todas as partidas em seus estádios, fator determinante para que o quarteto Flamengo-Fluminense-Botafogo-Vasco da Gama dominasse os dois turnos do Campeonato Carioca de 2008.
O Clube de Regatas do Flamengo conquistou o tricampeonato estadual ao vencer o Botafogo de Futebol e Regatas na disputa por pênaltis por 4 a 2. Em ambas as partidas da final o resultado do confronto se igualou em 2 a 2, até a definição nas cobranças de pênaltis. Com o título o Flamengo tornou-se o clube com o maior número de títulos estaduais no Rio de Janeiro com 31 conquistas, superando o Fluminense em títulos pela primeira vez na sua história e quebrando seus 100 anos da hegemonia.
Como nas duas últimas edições, Botafogo e Flamengo decidiram o título do campeonato. O Botafogo chegou a final ao conquistar o título da Taça Guanabara, primeiro turno da competição, sobre o Resende por 3 a 0. Durante a disputa da Taça Guanabara o Vasco da Gama foi punido com a perda de seis pontos pela escalação irregular do atleta Jéfferson Rodrigues Gonçalves na primeira rodada. O fato foi determinante para a chegada do Resende a final do turno, passando inclusive pelo Flamengo na semifinal por 3 a 1.
No segundo turno, o campeonato foi dominado pelos quatro grandes, que obtiveram classificação para a fase semifinal. O Botafogo alcançou a final com uma goleada sobre o Vasco da Gama (4 a 0), enquanto que o Flamengo superou o Fluminense para chegar a mesma instância decisiva (1 a 0). Com isso, o Alvinegro teve a chance de conquistar a Taça Rio, fato que anteciparia o título estadual da equipe sem a necessidade da grande final. Porém perdeu a final para o Flamengo por 1 a 0, fato que possibilitou ao Rubro-Negro disputar a final estadual em duas partidas contra o próprio Botafogo.
Outras duas taças estiveram em disputa, paralelamente com a fase final dos turnos. Introduzidas nesta edição, o Troféu Moisés Mathias de Andrade e o Troféu João Ellis Filho foram disputados entre as equipes que finalizaram em terceiro e quarto lugar nos grupos da Taça Guanabara e Taça Rio, e como preliminar na fase final de ambos os turnos. O Americano conquistou o Troféu Moisés Mathias de Andrade com uma vitória sobre o Mesquita por 1 a 0 e o Friburguense obteve o Troféu João Ellis Filho ao superar o Tigres do Brasil na disputa por pênaltis, 8 a 7, após 2 a 2 no tempo regulamentar.
Por ter sido a equipe com o pior desempenho durante o campeonato, o Mesquita foi uma das equipes rebaixadas a Segunda Divisão estadual de 2010. Volta Redonda e Cabofriense terminaram com a mesma campanha no número de pontos, e precisariam disputar um play-off para determinar a segunda equipe rebaixada, como previa o regulamento. Porém após protestos do Volta Redonda, o TJD/RJ deu ganho de causa a equipe, no pedido de mandado de garantia, rebaixando a Cabofriense sem a necessidade das partidas extras.

## Equipes participantes
- Americano (Campos)
- Bangu (Rio de Janeiro)
- Boavista-RJ (Saquarema)
- Botafogo (Rio de Janeiro)
- Cabofriense (Cabo Frio)
- Duque de Caxias (Duque de Caxias)
- Flamengo (Rio de Janeiro)
- Fluminense (Rio de Janeiro)
- Friburguense (Nova Friburgo)
- Macaé (Macaé)
- Madureira (Rio de Janeiro)
- Mesquita (Mesquita)
- Resende (Resende)
- Tigres do Brasil (Duque de Caxias)
- Volta Redonda (Volta Redonda)
- Vasco da Gama (Rio de Janeiro)

## Fórmula de disputa
Assim como nas últimas edições, os participantes foram divididos em dois grupos. Na primeira fase (Taça Guanabara), os times jogaram dentro de seus grupos e o primeiro de um grupo enfrentou o segundo do outro numa semifinal. Os vencedores foram para a final do turno, o vencedor dessa final torna-se o campeão da Taça Guanabara de 2009.
Na segunda fase (Taça Rio), os times jogaram contra os do outro grupo, embora a classificação seja dentro de cada grupo. O primeiro de um grupo enfrentou o segundo do outro numa semifinal. Os vencedores se enfrentaram na final do turno, o vencedor do confronto foi declarado o campeão da Taça Rio de 2009.
Os times vencedores de cada fase disputaram entre si dois jogos finais, que estabelecem o campeão carioca. Caso o mesmo time ganhasse as duas fases, este seria declarado campeão automaticamente.

### Critérios de desempate
Para o desempate entre duas ou mais equipes seguiu a ordem definida abaixo:
1. Número de vitórias
2. Saldo de gols
3. Gols marcados
4. Menor número de cartões amarelos e vermelhos
5. Sorteio

## Televisão
Há alguns anos, a Rede Globo detém os direitos de transmissão para TV aberta e a cabo do Campeonato Carioca. Sendo que a Globo transmite apenas alguns jogos, que envolvem os os quatro grandes times cariocas, para alguns estados do Brasil e pela parabólica.
O SporTV transmite boa parte dos jogos nos dois turnos em pay-per-view pelo canal Sócio PFC, além de exibir alguns dos jogos em VT durante a programação.
A novidade é que, apesar da garantia de exclusividade, a Rede Globo cedeu os direitos televisivos à Rede Bandeirantes que segue o mesmo acordo do Campeonato Brasileiro, de transmitir os mesmos jogos.

## Estádios vetados
Nem todos os estádios utilizados no campeonato foram liberados. Alguns não tiveram condição de sediar jogos com os quatro grandes times.

### Estádios sem condição
Estádios sem condição para realização de várias partidas do campeonato:
- Estádio Aniceto Moscoso (Rio de Janeiro)

### Madureira, Mesquita e Resende
Estádios que Mesquita, Madureira e Resende usaram para os jogos contra os quatro grandes times:
- Estádio Giulite Coutinho (Mesquita)
- Estádio Raulino de Oliveira (Volta Redonda)

O Estádio Luso-Brasileiro e o Estádio Giulite Coutinho (Mesquita) puderam ser utilizados pelos três times, em sistema de rodízio.

### Macaé e Americano
Macaé e Americano ficaram sem estádio para jogar todas as partidas já que o Estádio Cláudio Moacyr de Azevedo, utilizado pelo Macaé, vive situação única: em reformas, não ficará pronto para o início da competição, mas pode ser utilizado em seu andamento. Até lá, o Alvianil Praiano mandará suas partidas na Arena Guanabara,  em Araruama. O Americano obteve liberação para jogar no Estádio Godofredo Cruz.

## Primeira fase (Taça Guanabara)

### Fase de grupos
| Classificação | Classificação    | Classificação | Classificação | Classificação | Classificação | Classificação | Classificação | Classificação | Classificação | Classificação                 | Classificação |
| #             | Time             | PG            | J             | V             | E             | D             | GP            | GS            | SG            | Penalizado com cartão amarelo | Expulso       |
| ------------- | ---------------- | ------------- | ------------- | ------------- | ------------- | ------------- | ------------- | ------------- | ------------- | ----------------------------- | ------------- |
| 1             | Fluminense       | 11            | 7             | 3             | 2             | 2             | 12            | 7             | +5            | 21                            | 2             |
| 2             | Resende          | 10            | 7             | 3             | 1             | 3             | 12            | 12            | 0             | 25                            | 3             |
| 3             | Cabofriense      | 9             | 7             | 2             | 3             | 2             | 12            | 10            | +2            | 23                            | 5             |
| 4             | Americano        | 9             | 7             | 2             | 3             | 2             | 9             | 7             | +2            | 25                            | 4             |
| 5             | Duque de Caxias  | 9             | 7             | 2             | 3             | 2             | 10            | 13            | -3            | 20                            | 0             |
| 6             | Vasco da Gama[a] | 8             | 7             | 4             | 2             | 1             | 13            | 4             | +9            | 23                            | 1             |
| 7             | Madureira        | 7             | 7             | 1             | 4             | 2             | 5             | 9             | -4            | 23                            | 2             |
| 8             | Tigres do Brasil | 5             | 7             | 1             | 2             | 4             | 5             | 16            | -11           | 17                            | 7             |

| Classificação | Classificação | Classificação | Classificação | Classificação | Classificação | Classificação | Classificação | Classificação | Classificação | Classificação                 | Classificação |
| #             | Time          | PG            | J             | V             | E             | D             | GP            | GS            | SG            | Penalizado com cartão amarelo | Expulso       |
| ------------- | ------------- | ------------- | ------------- | ------------- | ------------- | ------------- | ------------- | ------------- | ------------- | ----------------------------- | ------------- |
| 1             | Flamengo[b]   | 17            | 7             | 5             | 2             | 0             | 13            | 6             | +7            | 19                            | 0             |
| 2             | Botafogo[b]   | 16            | 7             | 5             | 1             | 1             | 16            | 6             | +10           | 24                            | 1             |
| 3             | Macaé         | 10            | 7             | 3             | 1             | 3             | 11            | 8             | +3            | 19                            | 0             |
| 4             | Mesquita      | 8             | 7             | 2             | 2             | 3             | 10            | 12            | -2            | 29                            | 2             |
| 5             | Bangu         | 7             | 7             | 2             | 1             | 4             | 10            | 13            | -3            | 22                            | 0             |
| 6             | Volta Redonda | 7             | 7             | 2             | 1             | 4             | 7             | 11            | -4            | 30                            | 4             |
| 7             | Boavista-RJ   | 7             | 7             | 1             | 4             | 2             | 9             | 10            | -1            | 27                            | 2             |
| 8             | Friburguense  | 5             | 7             | 1             | 2             | 4             | 8             | 18            | -10           | 26                            | 2             |

### Troféu Moisés Mathias de Andrade
Simultaneamente às semifinais e final da Taça Guanabara, e preferencialmente na preliminar destes jogos, as associações classificadas em cada grupo, respectivamente, em 3º e 4º lugares, disputaram o troféu Moisés Mathias de Andrade da seguinte forma: 3º do grupo A x 4º do grupo B e 3º do grupo B x 4º do grupo A. Os vencedores jogarão a decisão.
Ao vencedor da partida decisiva foi concedido, além do troféu Moisés Mathias de Andrade, um prêmio no valor de 25 mil reais.
|  | Semifinais                        | Semifinais |   |  | Final                         | Final |  |
|  |                                   |            |   |  |                               |       |  |
|  | 21 de fevereiro, 13:30 - Maracanã |            |   |  |                               |       |  |
|  | Macaé                             | 0 (4)      |   |  |                               |       |  |
|  | Americano                         | 0 (5)      |   |  |                               |       |  |
|  |                                   |            |   |  |                               |       |  |
|  |                                   |            |   |  | 1 de março - 13:30 - Maracanã |       |  |
|  |                                   |            |   |  | Americano                     | 1     |  |
|  |                                   | Mesquita   | 0 |  |                               |       |  |
|  |                                   |            |   |  |                               |       |  |
|  |                                   |            |   |  |                               |       |  |
|  |                                   |            |   |  |                               |       |  |
|  | 25 de fevereiro, 19:15 - Maracanã |            |   |  |                               |       |  |
|  | Cabofriense                       | 1          |   |  |                               |       |  |
|  | Mesquita                          | 2          |   |  |                               |       |  |

| Troféu Moisés Mathias de Andrade |
| Campos dos Goytacazes            |
| -------------------------------- |
| AMERICANO Campeão (1º título)    |

### Fase final
|  | Semifinais                        | Semifinais |   |  | Final                        | Final |  |
|  |                                   |            |   |  |                              |       |  |
|  | 21 de fevereiro, 16:00 - Maracanã |            |   |  |                              |       |  |
|  | Flamengo                          | 1          |   |  |                              |       |  |
|  | Resende                           | 3          |   |  |                              |       |  |
|  |                                   |            |   |  |                              |       |  |
|  |                                   |            |   |  | 1 de março, 16:00 - Maracanã |       |  |
|  |                                   |            |   |  | Resende                      | 0     |  |
|  |                                   | Botafogo   | 3 |  |                              |       |  |
|  |                                   |            |   |  |                              |       |  |
|  |                                   |            |   |  |                              |       |  |
|  |                                   |            |   |  |                              |       |  |
|  | 25 de fevereiro, 21:50 - Maracanã |            |   |  |                              |       |  |
|  | Fluminense                        | 0          |   |  |                              |       |  |
|  | Botafogo                          | 1          |   |  |                              |       |  |

| Taça Guanabara de 2009       |
| Rio de Janeiro               |
| ---------------------------- |
| BOTAFOGO Campeão (5º título) |

## Segunda fase (Taça Rio)

### Fase de grupos
| Classificação | Classificação    | Classificação | Classificação | Classificação | Classificação | Classificação | Classificação | Classificação | Classificação | Classificação                 | Classificação |
| #             | Time             | PG            | J             | V             | E             | D             | GP            | GS            | SG            | Penalizado com cartão amarelo | Expulso       |
| ------------- | ---------------- | ------------- | ------------- | ------------- | ------------- | ------------- | ------------- | ------------- | ------------- | ----------------------------- | ------------- |
| 1             | Vasco da Gama[c] | 24            | 8             | 8             | 0             | 0             | 22            | 5             | +17           | 20                            | 3             |
| 2             | Fluminense[c]    | 20            | 8             | 6             | 2             | 0             | 17            | 8             | +9            | 11                            | 0             |
| 3             | Tigres do Brasil | 11            | 8             | 3             | 2             | 3             | 17            | 13            | +4            | 14                            | 1             |
| 4             | Madureira        | 9             | 8             | 3             | 0             | 5             | 11            | 16            | -5            | 16                            | 4             |
| 5             | Americano        | 8             | 8             | 2             | 2             | 4             | 11            | 15            | -4            | 17                            | 1             |
| 6             | Duque de Caxias  | 7             | 8             | 2             | 1             | 5             | 11            | 19            | -8            | 19                            | 2             |
| 7             | Resende          | 7             | 8             | 2             | 1             | 5             | 5             | 16            | -11           | 22                            | 5             |
| 8             | Cabofriense      | 6             | 8             | 2             | 0             | 6             | 7             | 17            | -10           | 20                            | 3             |

| Classificação | Classificação | Classificação | Classificação | Classificação | Classificação | Classificação | Classificação | Classificação | Classificação | Classificação                 | Classificação |
| #             | Time          | PG            | J             | V             | E             | D             | GP            | GS            | SG            | Penalizado com cartão amarelo | Expulso       |
| ------------- | ------------- | ------------- | ------------- | ------------- | ------------- | ------------- | ------------- | ------------- | ------------- | ----------------------------- | ------------- |
| 1             | Flamengo      | 17            | 8             | 5             | 2             | 1             | 18            | 9             | +9            | 14                            | 4             |
| 2             | Botafogo      | 16            | 8             | 5             | 1             | 2             | 22            | 12            | +10           | 15                            | 3             |
| 3             | Friburguense  | 15            | 8             | 5             | 0             | 3             | 9             | 9             | 0             | 14                            | 3             |
| 4             | Boavista-RJ   | 13            | 8             | 4             | 1             | 3             | 15            | 13            | +2            | 18                            | 3             |
| 5             | Bangu         | 13            | 8             | 4             | 1             | 3             | 11            | 14            | -3            | 17                            | 2             |
| 6             | Macaé         | 10            | 8             | 3             | 1             | 4             | 13            | 12            | +1            | 14                            | 3             |
| 7             | Volta Redonda | 8             | 8             | 2             | 2             | 4             | 14            | 13            | +1            | 19                            | 2             |
| 8             | Mesquita      | 0             | 8             | 0             | 0             | 8             | 7             | 19            | -12           | 18                            | 2             |

### Troféu João Ellis Filho
Simultaneamente às semifinais e final da Taça Rio, as associações classificadas em cada grupo, respectivamente, em 3º e 4º lugares, disputaram o troféu João Ellis Filho, da seguinte forma: 3º do grupo A x 4º do grupo B e 3º do grupo B x 4º do grupo A. Os vencedores jogaram a decisão.
Ao vencedor da partida decisiva foi concedido, além do troféu João Ellis Filho, um prêmio no valor de 25 mil reais.
|  | Semifinais                    | Semifinais   |       |  | Final                  | Final |  |
|  |                               |              |       |  |                        |       |  |
|  | 11 de abril, 15:45 - Maracanã |              |       |  |                        |       |  |
|  | Tigres do Brasil              | 2            |       |  |                        |       |  |
|  | Boavista-RJ                   | 1            |       |  |                        |       |  |
|  |                               |              |       |  |                        |       |  |
|  |                               |              |       |  | 19 de abril - Maracanã |       |  |
|  |                               |              |       |  | Tigres do Brasil       | 2 (7) |  |
|  |                               | Friburguense | 2 (8) |  |                        |       |  |
|  |                               |              |       |  |                        |       |  |
|  |                               |              |       |  |                        |       |  |
|  |                               |              |       |  |                        |       |  |
|  | 12 de abril, 13:15 - Maracanã |              |       |  |                        |       |  |
|  | Friburguense                  | 2 (5)        |       |  |                        |       |  |
|  | Madureira                     | 2 (4)        |       |  |                        |       |  |

| Troféu João Ellis Filho          |
| Nova Friburgo                    |
| -------------------------------- |
| FRIBURGUENSE Campeão (1º título) |

### Fase final
|  | Semifinais                    | Semifinais |   |  | Final                         | Final |  |
|  |                               |            |   |  |                               |       |  |
|  | 11 de abril, 18:30 - Maracanã |            |   |  |                               |       |  |
|  | Vasco da Gama                 | 0          |   |  |                               |       |  |
|  | Botafogo                      | 4          |   |  |                               |       |  |
|  |                               |            |   |  |                               |       |  |
|  |                               |            |   |  | 19 de abril, 16:00 - Maracanã |       |  |
|  |                               |            |   |  | Botafogo                      | 0     |  |
|  |                               | Flamengo   | 1 |  |                               |       |  |
|  |                               |            |   |  |                               |       |  |
|  |                               |            |   |  |                               |       |  |
|  |                               |            |   |  |                               |       |  |
|  | 12 de abril, 16:00 - Maracanã |            |   |  |                               |       |  |
|  | Flamengo                      | 1          |   |  |                               |       |  |
|  | Fluminense                    | 0          |   |  |                               |       |  |

| Taça Rio de 2009             |
| Rio de Janeiro               |
| ---------------------------- |
| FLAMENGO Campeão (8º título) |

## Terceira fase (final)

### Primeiro jogo
| 26 de abril | Botafogo                   | 2 – 2  | Flamengo                      | Estádio do Maracanã                             |
| 16:00       | Juninho 37' · Reinaldo 44' | Súmula | Juan 22' (pen) · Willians 84' | Público: 58 711 Árbitro: RJ Rodrigo Nunes de Sá |

| Botafogo | Flamengo |

|                |    |                   |  |  |
|                |    |                   |  |  |
| G              | 1  | Renan             |  |  |
| Z              | '  | Emerson Nunes     |  |  |
| Z              | '  | Juninho           |  |  |
| Z              | '  | Leandro Guerreiro |  |  |
| AD             | '  | Alessandro        |  |  |
| V              | '  | Léo Silva         |  |  |
| V              | 7  | Fahel             |  |  |
| M              | 10 | Maicosuel 61'     |  |  |
| AE             | 8  | Eduardo Neto 76'  |  |  |
| A              | 9  | Reinaldo 64'      |  |  |
| A              | '  | Victor Simões     |  |  |
| Substituições: |    |                   |  |  |
|                | '  | Gabriel 52'       |  |  |
| M              | '  | Renato 61'        |  |  |
|                | '  | Jean Carioca 64'  |  |  |
| Treinador:     |    |                   |  |  |
| Ney Franco     |    |                   |  |  |

|                |   |                       |  |  |
|                |   |                       |  |  |
| G              | 1 | Bruno                 |  |  |
| Z              | ' | Welinton 70'          |  |  |
| Z              | 4 | Fábio Luciano         |  |  |
| Z              | 3 | Ronaldo Angelim       |  |  |
| AD             | 2 | Léo Moura 61'         |  |  |
| V              | 5 | Willians              |  |  |
| M              | ' | Kleberson             |  |  |
| M              | 7 | Ibson                 |  |  |
| AE             | 6 | Juan                  |  |  |
| A              | ' | Zé Roberto intervalo' |  |  |
| A              | 9 | Emerson Sheik         |  |  |
| Substituições: |   |                       |  |  |
| LD             |   | Everton Silva 61'     |  |  |
| A              | ' | Erick Flores 70'      |  |  |
| A              |   | Josiel intervalo'     |  |  |
| Treinador:     |   |                       |  |  |
| Cuca           |   |                       |  |  |

### Segundo jogo
| 3 de maio | Flamengo           | 2 – 2  | Botafogo                      | Estádio do Maracanã                                        |
| 16:00     | Kléberson 20', 38' | Súmula | Juninho 61' · Túlio Souza 64' | Público: 78 393 Árbitro: RJ Péricles Bassols Pegado Cortez |

|                                 |       | Penalidades                                 |  |
| Kléberson Juan Aírton Léo Moura | 4 – 2 | Léo Silva Juninho Gabriel Leandro Guerreiro |  |

| Flamengo | Botafogo |

|                |   |                   |  |  |
|                |   |                   |  |  |
| G              | 1 | Bruno             |  |  |
| Z              | ' | Airton            |  |  |
| Z              | 4 | Fábio Luciano 93' |  |  |
| Z              | 3 | Ronaldo Angelim   |  |  |
| AD             | 2 | Léo Moura         |  |  |
| V              | 5 | Willians          |  |  |
| M              | ' | Kléberson         |  |  |
| M              | 7 | Ibson             |  |  |
| AE             | 6 | Juan              |  |  |
| A              | ' | Erick Flores 56'  |  |  |
| A              | 9 | Emerson Sheik 70' |  |  |
| Substituições: |   |                   |  |  |
| A              | ' | Obina 56'         |  |  |
| A              |   | Josiel 80'        |  |  |
| Treinador:     |   |                   |  |  |
| Cuca           |   |                   |  |  |

|                |    |                          |  |  |
|                |    |                          |  |  |
| G              | 1  | Renan                    |  |  |
| Z              | '  | Emerson Nunes intervalo' |  |  |
| Z              | '  | Juninho                  |  |  |
| Z              | '  | Leandro Guerreiro        |  |  |
| AD             | '  | Alessandro               |  |  |
| V              | '  | Léo Silva                |  |  |
| V              | 7  | Fahel                    |  |  |
| M              | 10 | Eduardo Neto             |  |  |
| AE             | 8  | Túlio Souza 76'          |  |  |
| A              | 9  | Thiaguinho 74'           |  |  |
| A              | '  | Victor Simões            |  |  |
| Substituições: |    |                          |  |  |
|                | '  | Jean Carioca intervalo'  |  |  |
|                | '  | Gabriel 74'              |  |  |
| A              | '  | Rodrigo Dantas 76'       |  |  |
| Treinador:     |    |                          |  |  |
| Ney Franco     |    |                          |  |  |

### Premiação
| Campeonato Carioca de 2009       |
| Rio de Janeiro                   |
| -------------------------------- |
| FLAMENGO Tricampeão (31º título) |

## Classificação geral
Para a definição da classificação geral, excluem-se os pontos obtidos nas fases semifinal e final de cada turno. Ao final do campeonato, o campeão e o vice-campeão ocuparam a primeira e segunda colocações independente do número de pontos.
| Classificação | Classificação    | Classificação | Classificação | Classificação | Classificação | Classificação | Classificação | Classificação | Classificação | Classificação                 | Classificação |
| #             | Time             | PG            | J             | V             | E             | D             | GP            | GS            | SG            | Penalizado com cartão amarelo | Expulso       |
| ------------- | ---------------- | ------------- | ------------- | ------------- | ------------- | ------------- | ------------- | ------------- | ------------- | ----------------------------- | ------------- |
| 1             | Flamengo[iii]    | 34            | 15            | 10            | 4             | 1             | 31            | 15            | +15           | 36                            | 6             |
| 2             | Botafogo[iii]    | 32            | 15            | 10            | 2             | 3             | 38            | 18            | +20           | 41                            | 5             |
| 3             | Vasco da Gama[i] | 32            | 15            | 12            | 2             | 1             | 35            | 9             | +26           | 43                            | 4             |
| 4             | Fluminense       | 31            | 15            | 9             | 4             | 2             | 29            | 15            | +14           | 36                            | 2             |
| 5             | Macaé            | 20            | 15            | 6             | 2             | 7             | 24            | 20            | +4            | 36                            | 3             |
| 6             | Bangu            | 20            | 15            | 6             | 2             | 7             | 21            | 27            | -6            | 39                            | 2             |
| 7             | Friburguense     | 20            | 15            | 6             | 2             | 7             | 17            | 27            | -10           | 40                            | 6             |
| 8             | Boavista-RJ      | 20            | 15            | 5             | 5             | 5             | 24            | 24            | 0             | 45                            | 5             |
| 9             | Resende          | 17            | 15            | 5             | 2             | 8             | 17            | 28            | -11           | 55                            | 10            |
| 10            | Americano        | 17            | 15            | 4             | 5             | 6             | 21            | 22            | -1            | 48                            | 5             |
| 11            | Tigres do Brasil | 16            | 15            | 4             | 4             | 7             | 22            | 29            | -7            | 31                            | 8             |
| 12            | Madureira[ii]    | 16            | 15            | 4             | 4             | 7             | 16            | 25            | -9            | 39                            | 6             |
| 13            | Duque de Caxias  | 16            | 15            | 4             | 4             | 7             | 20            | 32            | -12           | 38                            | 2             |
| 14            | Volta Redonda[v] | 15            | 15            | 4             | 3             | 8             | 21            | 24            | -3            | 49                            | 6             |
| 15            | Cabofriense[v]   | 15            | 15            | 4             | 3             | 8             | 19            | 27            | -8            | 47                            | 8             |
| 16            | Mesquita[iv]     | 8             | 15            | 2             | 2             | 11            | 17            | 31            | -14           | 56                            | 7             |

- i. ^ Punido com a perda de 6 pontos pela escalação irregular do jogador Jéferson.[3][19]
- ii. ^ O Nova Iguaçu, campeão da Copa Rio de 2008 abriu mão de sua vaga na Copa do Brasil de 2009, sendo então esta vaga repassada ao Americano, vice-campeão do torneio, e com o Madureira, 3° colocado da competição, recebendo a vaga para a Série D.[26]
- iii. ^ Botafogo e Flamengo são os classificados para Copa do Brasil 2010 por serem os finalistas do Campeonato (caso não conquistem vaga na Copa Libertadores da América de 2010).
- iv. ^ Rebaixado para a Segunda Divisão por antecipação.[27]
- v. ^ Em 22 de abril, o julgamento realizado pelo TJD/RJ, deu ganho de causa ao Volta Redonda, no pedido de mandado de garantia. Sendo assim, a Cabofriense está rebaixada sem necessidade de duas partidas extras para decisão do clube a ser rebaixado. Ainda cabe recurso ao Superior Tribunal de Justiça Desportiva (STJD).[13]